# Joseph Anton Bohrer
Joseph Anton Bohrer (auch Anton Bohrer, Antoine Bohrer; * 3. Oktober 1783 in München; † 8. Januar 1863 ebenda) war ein deutscher Komponist, Geiger und Konzertmeister.

## Familie
Joseph Anton Bohrer war der Sohn des Kontrabassisten, Trompeters und Hofmusikers Caspar Bohrer (1743–1809) und Enkel des Geigers Johann Philipp Bohrer. Seine drei Brüder waren ebenfalls Musiker: der Cellist Maximilian Bohrer (1785–1867), die Geiger Franz Xaver Bohrer (1782–1807) und Peter Ludwig Bohrer (1790–1807).
Er heiratete die Pianistin Fanny Dulcken (1805–1873), die Tochter des Münchner Hofinstrumentenbauers (Dulcken Cembalobau) Johann Ludwig Dulcken (1761–1836). Die gemeinsame Tochter Sophie (1828–1899) wurde ebenfalls eine bekannte Pianistin. Sie trat bereits als kleines Mädchen öffentlich auf und galt als Wunderkind.

## Leben und Wirken
Bohrer wurde zunächst von seinem Vater unterrichtet, der mehrere Instrumente beherrschte. Er studierte Komposition bei Franz Danzi und Peter von Winter, Violine bei Carl Cannabich und in Paris bei Rudolphe Kreutzer.
Schon früh machte er mit seinem Vater und seinem Bruder Max Konzertreisen durch ganz Europa. Fest angestellt war er jeweils bei der Münchner Hofkapelle (ca. 1801–1811) und der Berliner Hofkapelle (1818–1826), wo er ab 1823 Konzertmeister war. Zwischen 1827 und 1830 lebte er in Paris und war auch während dieser Zeit häufig auf Reisen. Von 1834 bis 1844 war er Konzertmeister der Hofkapelle Hannover. Zwischen seinen festen Engagements war er als Violinvirtuose auf Konzertreisen durch Europa unterwegs, wo er – häufig mit seinem Bruder Max und mit seiner Frau und seiner Tochter – auftrat, auch an vielen Fürsten- und Königshöfen.
Bohrer spielte u. a. auf Geigen von Antonio Stradivari (gebaut 1718 und 1720) und Guarneri del Gesù (aus dem Jahr 1731).
Einige Stationen seiner Reisen waren Amsterdam, Berlin, Bordeaux, Finnland, Frankfurt am Main, Genf, Göteborg, Den Haag, Hamburg, Hannover, Italien, Kasan, Kiew, Kopenhagen, Lemberg, Lille, London, Lübeck, Lyon, Mailand, Marseille, Moskau, München, Nantes, Neapel, Paris, Polen, Prag, Riga, Rom, Rotterdam, Schweiz, St. Petersburg, Stockholm, Valencia, Verona und Wien.

## Werke (Auswahl)

### Solokonzerte
- Konzert für Violine und Orchester op. 50 (gewidmet dem Grafen von Platen-Hallermund)
- Capricen für Violine op. 59
- Konzert für Violoncello D-Dur
- Variationen für Cello und Orchester
- Variationen für Flöte und Orchester e-Moll

### Kammermusik
- Duo für Violine und Violoncello
- Trio für Violine, Violoncello und Klavier op. 47 G-Dur
- Trio für Violine, Violoncello und Klavier op. 39 E-Dur
- Allegro und Trio für Klavier (Cembalo) A-Dur
- Romanzen und Lieder nach Texten von Friedrich von Schiller

### Kompositionen von Anton und Max Bohrer
- Duos für Violine und Violoncello[8]
- Grande Symphonie militaire concertante (für Violine und Violoncello principale mit Orchester)[9]